# دافا نيومان
دافا نيومان (بالإنجليزية: Dava Newman) هي نائبة مدير وكالة ناسا وبروفيسورة علوم الطيران والفضاء وهندسة النظم في معهد ماساتشوستس للتقنية، اشتهرت لمساهمتها في تطوير البذلة الفضائية التفاعلية ‏.